# 柳田 (横手市)
柳田（やなぎだ）は、秋田県横手市の大字。郵便番号013-0054。人口は312人、世帯数は113世帯（2020年10月1日現在）。全域で住居表示は未実施。旧横手市新藤柳田、旧平鹿郡栄村大字新藤柳田、旧平鹿郡新藤柳田村に相当する。

## 地理
横手地域の南西部に位置する。東部にはJR奥羽本線と国道13号が南北に縦貫しており、南部ではこれに県道267号金沢吉田柳田線が東西に交差している。域内には奥羽本線の柳田駅があり、駅東側の駅前通りと国道沿いに人家が密集している。それ以外は主に水田と柳田工業団地・横手第二工業団地、および秋田自動車道と東北中央自動車道の結節点にあたる横手インターチェンジの用地によって占められている。
全域が都市計画区域に含まれるが、区域区分非設定区域となっている。都市計画法上の用途地域では工業団地の全域が工業専用地域に指定されており、それ以外は未指定。

### 小字
2024年（令和6年）10月5日時点での「横手市（秋田地方法務局大曲支局）登記所備付地図データ」、デジタル庁公表の「アドレス・ベース・レジストリ」の「秋田県 横手市 町字マスター（フルセット） データセット」、横手市公表のオープンデータによれば、柳田の小字は以下の通りである。
| 町・字 | 町・字           | 出典 | 出典         | 出典       |
| 大字   | 小字             | 登記 | 町字マスター | 行政区一覧 |
| ------ | ---------------- | ---- | ------------ | ---------- |
| 柳田   | 字猿田小屋       | ○    | ○            | ○          |
| 柳田   | 字久右エ門沼新田 | ○    | ○            | ×          |
| 柳田   | 字五大尊         | ○    | ○            | ○          |
| 柳田   | 字笹崎           | ○    | ○            | ○          |
| 柳田   | 字持田           | ○    | ○            | ○          |
| 柳田   | 字新藤           | ○    | ○            | ○          |
| 柳田   | 字石田           | ○    | ○            | ○          |
| 柳田   | 字前田           | ○    | ○            | ○          |
| 柳田   | 字大谷地         | ○    | ○            | ○          |
| 柳田   | 字中村           | ○    | ○            | ○          |
| 柳田   | 字八郎小屋       | ○    | ○            | ○          |
| 柳田   | 字柳田           | ○    | ○            | ○          |
| 柳田   | 字礼塚           | ○    | ○            | ○          |

## 歴史
正保4年（1647年）の『出羽国知行高目録 下』では、柳田村として村名が見え、天和元年（1681年）12月の忠進開証文には新藤柳田村とある。 享保15年（1730年）の『六郡郡邑記』では新藤柳田村とあり、以前は餅田村と呼ばれていたと記載がある。宝永7年（1710年）に本郷に引き移った礼塚村・柳田村・新藤村があり、享和3年（1803年）の『出羽国郡村仮名附帳』には持田村・新藤村が見える。

### 沿革
- 1873年（明治6年）2月 - 秋田県第6大区小2区に属する[14]。
- 1889年（明治22年）4月1日 - 町村制施行に伴い、新藤柳田村・大屋寺内村・大屋新町村・外目村・婦気大堤村・安田村が合併し、栄村となる[15]。新藤柳田村は栄村大字新藤柳田となる。
- 1926年（大正15年）11月7日 - 奥羽本線に柳田駅が開業[16]。
- 1951年（昭和26年）4月1日 - 栄村が旭村とともにが横手町に編入、同時に市制を施行[17]。横手市新藤柳田となる。
- 2005年（平成17年）10月1日 - 大字名が柳田に変更される[18]
- 2016年（平成28年）4月1日 - クリーンプラザよこてが、柳田字中村126番地に開設[19]。

## 世帯数と人口
2020年（令和2年）10月1日現在の世帯数と人口は以下の通りである。
| 大字 | 小字   | 世帯数  | 人口  |
| ---- | ------ | ------- | ----- |
| 柳田 | 字持田 | 35世帯  | 103人 |
| 柳田 | 字礼塚 | 13世帯  | 47人  |
| 柳田 | 字柳田 | 7世帯   | 15人  |
| 柳田 | 字笹崎 | 47世帯  | 117人 |
| 柳田 | 字前田 | 11世帯  | 30人  |
| 計   | 計     | 113世帯 | 312人 |

### 人口・世帯数の推移
以下は国勢調査による1995年（平成7年）以降の人口の推移。
| 年                 | 人口 |
| ------------------ | ---- |
| 1995年（平成7年）  | 335  |
| 2000年（平成12年） | 341  |
| 2005年（平成17年） | 311  |
| 2010年（平成22年） | 375  |
| 2015年（平成27年） | 340  |
| 2020年（令和2年）  | 312  |

以下は国勢調査による1995年（平成7年）以降の世帯数の推移。
| 年                 | 世帯数 |
| ------------------ | ------ |
| 1995年（平成7年）  | 79     |
| 2000年（平成12年） | 95     |
| 2005年（平成17年） | 91     |
| 2010年（平成22年） | 115    |
| 2015年（平成27年） | 117    |
| 2020年（令和2年）  | 113    |

## 小・中学校の学区
市立小・中学校に通う場合、学区（校区）は以下の通りとなる。
| 番地 | 小学校           | 中学校               |
| ---- | ---------------- | -------------------- |
| 全域 | 横手市立栄小学校 | 横手市立横手南中学校 |

## 交通

### 鉄道

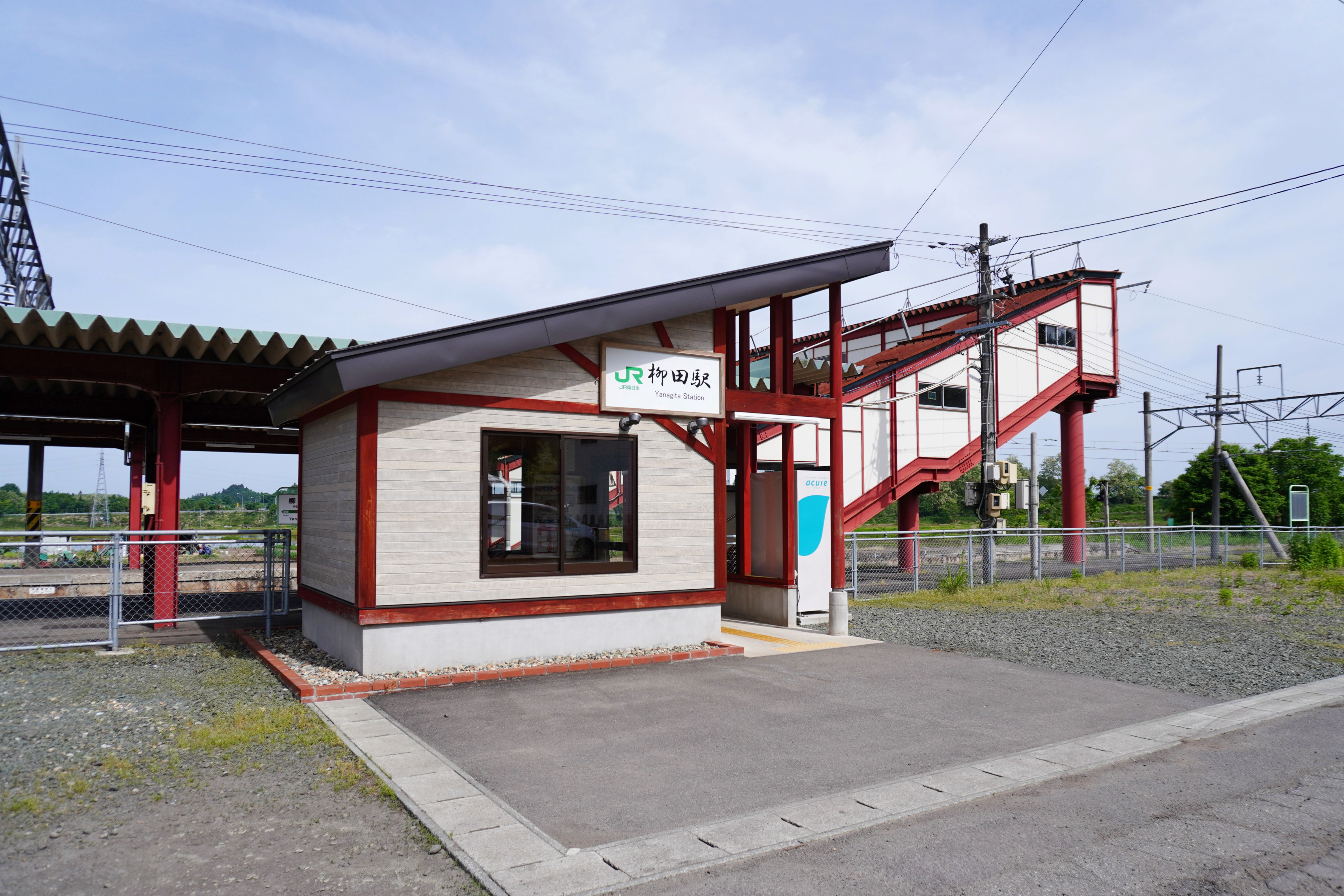
柳田駅（2024年5月）

- 東日本旅客鉄道（JR東日本）
  - 柳田駅（■奥羽本線）

### バス
羽後交通
- 柳田（横手・湯沢線、横手・小安線）
- 持田（横手・湯沢線、横手・小安線）

### 道路
- E46 秋田自動車道 / E13 東北中央自動車道 横手IC
- 国道13号

## 施設
- クリーンプラザよこて（字中村126番地）[19]
- 柳田工業団地
- 横手第二工業団地